# ۹۴ (میلادی)
۹۴ (میلادی) نود و چهارمین سال تقویم میلادی است.

## رویدادها
- دومیتیان ساختمان سنای روم را که در سال ۶۴ سوزانده شده بود، بازسازی کرد.
- دومیتیان ورود فیلسوفان به روم را ممنوع کرد.

## زادگان
- آن هان، امپراتور چین (درگذشته ۱۲۵)